# Scott Holtzman
Scott Holtzman (Knoxville, 30 de setembro de 1983) é um lutador americano de artes marciais mistas, atualmente competindo na divisão leve do Ultimate Fighting Championship.

## Início
Holtzman nasceu em Knoxville, Tennessee e passou sua infância em Fountain City. Ele estudou na Central High School em Knoxville, onde ele jogou futebol e baseball. Durante o ensino médio, ele também jogou Hóquei no gelo. Após se formar na escola, Holtzman foi estudar na Hiwassee College, onde ele jogou baseball e se formou em Administração de Negócios. Ele se transferiu de Hiwasse para a Universidade do Tennessee.

## Carreira no MMA

### Ultimate Fighting Championship
Holtzman fez sua estreia no UFC contra Anthony Christodoulou em 8 de agosto de 2015 no UFC Fight Night: Teixeira vs. St. Preux. Ele venceu por finalização no terceiro round.
Holtzman enfrentou Drew Dober em 2 de janeiro de 2016 no UFC 195: Lawler vs. Condit. Ele perdeu por decisão unânime.
Holtzman enfrentou Cody Pfister em 13 de julho de 2016 no UFC Fight Night: McDonald vs. Lineker. Holtzman venceu por decisão unânime.
Holtzman enfrentou Josh Emmett em 17 de dezembro de 2016 no UFC on Fox: VanZant vs. Waterson. Ele perdeu por decisão unânime.
Holtzman em seguida enfrentou Michael McBride em 22 de abril de 2017 no UFC Fight Night: Swanson vs. Lobov. Ele venceu por decisão unânime.
Holtzman enfrentou Darrell Horcher em 9 de dezembro de 2017 no UFC Fight Night: Swanson vs. Ortega. Ele venceu por decisão unânime.
Holtzman enfrentou Alan Patrick em 6 de outubro de 2018 no UFC 229: Khabib vs. McGregor. Ele venceu por nocaute no terceiro round.
Holtzman enfrentou Nik Lentz em 17 de fevereiro de 2019 no UFC on ESPN: Ngannou vs. Velasquez. Ele perdeu a luta por decisão unânime.
Holtzman enfrentou Dong Hyun Ma em 3 de agosto de 2019 no UFC on ESPN: Covington vs. Lawler. Ele venceu por nocaute técnico devido à interrupção do médico no segundo round.
Holtzman enfrentou Jim Miller em 15 de fevereiro de 2020 no UFC Fight Night: Anderson vs. Błachowicz 2. Ele venceu por decisão unânime. A luta rendeu a ambos lutadores o bônus de “Luta da Noite”.

## Cartel no MMA
| Cartel no MMA   |             |            |
| 19 lutas        | 14 vitórias | 5 derrotas |
| Por nocaute     | 5           | 2          |
| Por finalização | 2           | 0          |
| Por decisão     | 7           | 3          |

| Res.    | Cartel | Oponente              | Método                               | Evento                                     | Data       | Round | Tempo | Local                        | Notas                                    |
| ------- | ------ | --------------------- | ------------------------------------ | ------------------------------------------ | ---------- | ----- | ----- | ---------------------------- | ---------------------------------------- |
| Derrota | 14-5   | Mateusz Gamrot        | Nocaute (socos)                      | UFC on ABC: Vettori vs. Holland            | 10/04/2021 | 2     | 1:22  | Las Vegas, Nevada            |                                          |
| Derrota | 14-4   | Beneil Dariush        | Nocaute (soco rodado)                | UFC Fight Night: Lewis vs. Oleinik         | 08/08/2020 | 1     | 4:38  | Las Vegas, Nevada            |                                          |
| Vitória | 14–3   | Jim Miller            | Decisão (unânime)                    | UFC Fight Night: Anderson vs. Błachowicz 2 | 15/02/2020 | 3     | 5:00  | Rio Rancho, New Mexico       | Luta da Noite.                           |
| Vitória | 13–3   | Dong Hyun Ma          | Nocaute técnico (interrupção médica) | UFC on ESPN: Covington vs. Lawler          | 03/08/2019 | 2     | 5:00  | Newark, New Jersey           |                                          |
| Derrota | 12–3   | Nik Lentz             | Decisão (unânime)                    | UFC on ESPN: Ngannou vs. Velasquez         | 17/02/2019 | 3     | 5:00  | Phoenix, Arizona             |                                          |
| Vitória | 12–2   | Alan Patrick          | Nocaute (cotoveladas)                | UFC 229: Khabib vs. McGregor               | 06/10/2018 | 3     | 3:42  | Las Vegas, Nevada            |                                          |
| Vitória | 11–2   | Darrell Horcher       | Decisão (unânime)                    | UFC Fight Night: Swanson vs. Ortega        | 09/12/2017 | 3     | 5:00  | Fresno, California           |                                          |
| Vitória | 10–2   | Michael McBride       | Decisão (unânime)                    | UFC Fight Night: Swanson vs. Lobov         | 22/04/2017 | 3     | 5:00  | Nashville, Tennessee         |                                          |
| Derrota | 9–2    | Josh Emmett           | Decisão (unânime)                    | UFC on Fox: VanZant vs. Waterson           | 17/12/2016 | 3     | 5:00  | Sacramento, California       |                                          |
| Vitória | 9–1    | Cody Pfister          | Decisão (unânime)                    | UFC Fight Night: McDonald vs. Lineker      | 13/07/2016 | 3     | 5:00  | Sioux Falls, Dakota do Sul   |                                          |
| Derrota | 8–1    | Drew Dober            | Decisão (unânime)                    | UFC 195: Lawler vs. Condit                 | 02/01/2016 | 3     | 5:00  | Las Vegas, Nevada            |                                          |
| Vitória | 8–0    | Anthony Christodoulou | Finalização (mata-leão)              | UFC Fight Night: Teixeira vs. St. Preux    | 08/08/2015 | 3     | 2:40  | Nashville, Tennessee         |                                          |
| Vitória | 7–0    | George Sheppard       | Decisão (unânime)                    | PFC: Premier Fighting Challenge 9          | 05/04/2014 | 3     | 5:00  | Abingdon, Virginia           |                                          |
| Vitória | 6–0    | Roger Carroll         | Decisão (unânime)                    | XFC 26                                     | 18/10/2013 | 5     | 5:00  | Nashville, Tennessee         | Defendeu o Cinturão Peso Leve do XFC.    |
| Vitória | 5–0    | John Mahlow           | Nocaute técnico (socos)              | XFC 24                                     | 14/06/2013 | 2     | 2:53  | Tampa, Florida               | Ganhou o Cinturão Peso Leve Vago do XFC. |
| Vitória | 4–0    | Jason Hicks           | Decisão (unânime)                    | XFC 22                                     | 22/02/2013 | 3     | 5:00  | Charlotte, Carolina do Norte |                                          |
| Vitória | 3–0    | Chris Coggins         | Nocaute técnico (socos)              | XFC 20                                     | 28/09/2012 | 1     | 4:46  | Dallas, Texas                |                                          |
| Vitória | 2–0    | Matt Metts            | Nocaute (socos)                      | XFC 18                                     | 22/06/2012 | 1     | 4:13  | Nashville, Tennessee         |                                          |
| Vitória | 1–0    | Brandon Demastes      | Finalização (mata-leão)              | XFC 16                                     | 10/02/2012 | 2     | 1:44  | Knoxville, Tennessee         | Estreia nos Leves.                       |